# Margarita Argúas

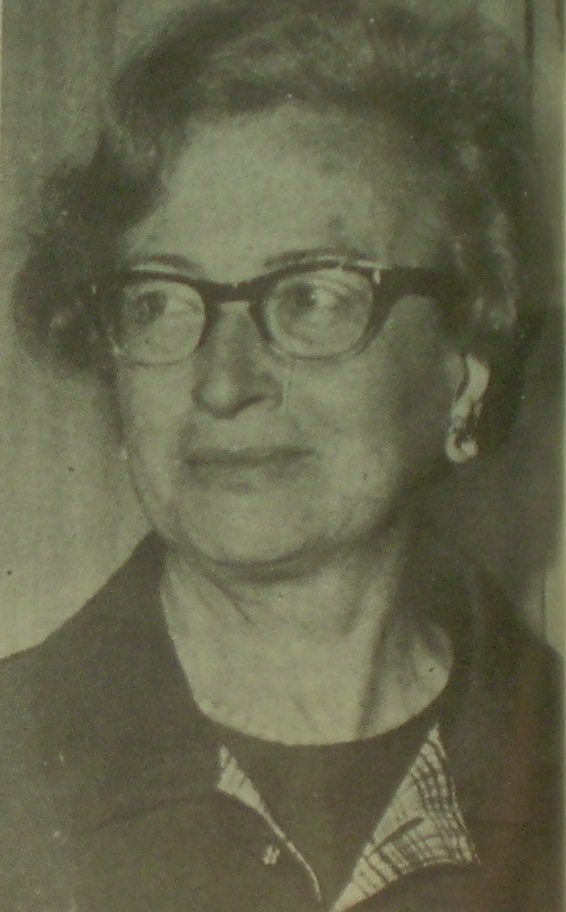
Margarita Argúas (1966)

Margarita Argúas Royol (* 29. Oktober 1902 in Buenos Aires; † 27. Juli 1986 ebenda) war eine argentinische Juristin. Sie war als Frau die erste ordentliche Professorin Argentiniens und die erste Richterin am Obersten Gerichtshof Argentiniens.

## Leben und Wirken
Argúas studierte ab 1923 Rechtswissenschaften an der Universidad de Buenos Aires, wo sie 1925 ihren Abschluss machte. Ein Jahr später wurde sie mit einer Arbeit über den Rechtsgrundsatz Locus regit actum zur Dr. iur. promoviert und war dort in der Folge als Dozentin für internationales Privatrecht tätig. 1933 wurde sie an der Universität Buenos Aires zur Assistenzprofessorin ernannt. Diese legte sie 1943 aus Protest gegen das faschistische Regime von Pedro Pablo Ramírez nieder und emigrierte nach Paris. An der Universität von Paris besuchte sie Vorlesungen von Jean-Paulin Niboyet und dozierte selbst auf dessen Einladung über argentinisches Recht. Nach dem Militärputsch und dem Ende des Peronismus beschloss das argentinische Bildungsministerium, alle zuvor zwangsweise entlassenen oder zurückgetretenen Professoren wieder einzusetzen. Damit kehrte Argúas 1955 zurück in ihre Heimat und auf ihren alten Lehrstuhl. 1959 wurde sie zur stellvertretenden Direktorin des zivilrechtlichen Instituts der Universität von Buenos Aires ernannt und erhielt 1966 dort als erste Frau in der argentinischen Geschichte einen ordentlichen Lehrstuhl für internationales Privatrecht. 1968 wurde sie wiederum als erste Frau in die nationale Akademie für Rechts- und Sozialwissenschaften aufgenommen und zur Präsidentin der International Law Association ernannt. 1970 wurde sie – ebenfalls als erste Frau – zur Richterin am Obersten Gerichtshof von Argentinien ernannt. Ihre Berufung wurde aber bereits 1973 bei Beginn der zweiten peronistischen Epoche annulliert und Argúas wurde gezwungen, auf ihr Amt zu verzichten. Von 1974 bis 1975 fungierte sie als Vizepräsidentin der International Law Association. Zuletzt war sie Mitglied des Ständigen Schiedshofs in Den Haag.
Argúas starb am 27. Juli 1986 in ihrer Heimatstadt Buenos Aires. Im selben Jahr wurde ihr posthum ein Premio Konex verliehen. Ihre Forschungsschwerpunkte lagen insbesondere im internationalen Privatrecht und hier vor allem im internationalen Familienrecht. Diesen Bereichen hat sie sich mit zwei Monographien gewidmet und sich hier vor allem auf den Bereich der Adoption konzentriert.